# ハイドパーク・リージェンツパーク爆弾テロ事件
ハイドパーク・リージェンツパーク爆弾テロ事件は、1982年7月20日にイギリス、ロンドンのハイド・パークとリージェンツ・パークで発生したIRA暫定派（IRA）によるテロ事件である。
リージェンツパークにおいての事件で起訴された者はいなかった。

## 概要

### ハイドパーク
午前10時40分 、ハイドパーク・サウスキャリエッジ駐車場に駐車した青いモリスマリーナトランクに載せられていた釘爆弾が爆発した 。爆弾は11kgのゼリグナイトと14kgの釘で構成されていた 。エリザベス2世のボディーガードである王室騎兵隊の兵士が通りかかったときに爆発した。彼らは、ナイツブリッジの兵舎からホース・ガーズ・パレードへの毎日の衛兵交代の行列に参加していた 。ブルーズ・アンド・ロイヤルズの3人の兵士が即死し、もう1人が3日後に傷で亡くなった。行列の他の兵士も重傷を負い、多くの民間人も負傷した 。連隊の馬のうち7頭も、即死か、安楽死させなければならなかった  。爆発物の専門家は、ハイドパークの爆弾が公園内にいたIRAのメンバーによって起爆されたと発言した。

### リージェンツパーク
2回目のテロは午後0時55分頃に発生し 、リージェンツパークの野外ステージの下で爆弾が爆発した。ロイヤル・グリーン・ジャケット連隊の30人の軍楽隊が120人の群衆の前でオリバー!の音楽を演奏ためスタンドにいた  。
軍楽隊のうち6人は即死し、残りは負傷した。 7人目は8月1日に傷が元になって亡くなった。少なくとも8人の民間人も負傷した 。爆弾は事件のしばらく前にスタンドの下に隠されていて、タイマーによって爆発するように設計されていた 。ハイドパークの事件とは異なり、釘は含まれておらず、群衆への害を最小限に抑えるように設計されていた 。

### 死亡者
- グラハム・バーカー准士官、ロイヤル・グリーン・ジャケット第1大隊[1]
- ロイ・ブライト伍長、ブルース・アンド・ロイヤルズ第1竜騎兵隊[3]
- アンソニー・デイリー中尉、ブルーズ・アンド・ロイヤルズ第1竜騎兵隊
- ジョン・ヘリテージ二等兵、ロイヤル・グリーン・ジャケット第1大隊
- ロバート・リビングストーン伍長、第ロイヤル・グリーン・ジャケット第1大隊
- ロバート・マックナイト伍長、ロイヤル・グリーン・ジャケット第1大隊
- ジョージ・メシュア二等兵、ロイヤル・グリーン・ジャケット第1大隊
- キース・パウエル二等兵、ロイヤル・グリーン・ジャケット第1大隊
- ローレンス・スミス二等兵、ロイヤル・グリーン・ジャケット第1大隊
- サイモン・ティッパー騎兵、ブルースアンドロイヤルズ第1竜騎兵隊
- ジェフリー・バーノン・ヤング下級伍長 、ブルースアンドロイヤルズ第1竜騎兵隊

#### 馬
殺された馬は、セドリック、エポレット、ファルコン、ロチェスター、ウォーターフォード、イーストバイト、ザラの7頭であった 。

## 余波
爆風によって、少なくとも51人が負傷し 、合計22人が入院した。内訳は、18人の兵士、1人の警察官、3人の民間人である  。IRAは、声明で英国がフォークランド紛争に突入した数か月前にマーガレット・サッチャー首相の言葉を引用することにより、攻撃に対する責任を主張した。彼らは「アイルランドの人々は、任務や職業力が下すことができない主権と国家の権利を持っている」と声明で宣言した。サッチャーは事件に対して、「これらの冷酷で臆病な犯罪は、民主主義について何も知らない邪悪で残忍な男性によって犯された。彼らが裁判にかけられるまで、私たちは休むことはない。」と述べた。
事件により、アイルランドにおける共和主義の大義はアメリカ合衆国国民の支持を失った。
重傷を負ったにもかかわらずハイドパークでの事件から生き延びた馬、セフトンは、多くのテレビ番組に出演した後有名になり、年間最優秀馬を受賞した。爆撃時のセフトンの騎手、マイケル・ペダーセンは生き残ったが、心的外傷後ストレス障害に苦しんでいるとわかった。妻と別れた後、彼は2人の子供を殺し、2012年9月に自殺した。
記念碑はハイドパークでの事件が発生した場所に立っている。そして軍隊はそれに毎日敬礼し、引き抜かれた剣で敬意を表する 。リージェンツパークでの事件の犠牲者を追悼する盾がリージェンツパークに立っている。

## 刑事手続
1987年10月、アーマー州出身の27歳のギルバート ・ダニー・マクナミーは、ハイドパークでの事件などでの罪でオールドベイリーで懲役25年の刑を宣告された。 1998年12月、彼はベルファスト合意に基づいてメイズ刑務所から釈放された直後、3人の控訴院の裁判官は、他の爆弾製造者の指紋を差し控えたため、彼の身柄を「安全ではない」と見なした。彼らは、彼は安全ではなかったが、それはマクナミーが必ずしも起訴された罪について無実であったことを意味しないと述べた。
2013年5月19日、ドニゴール州出身の61歳のジョン・アンソニー・ダウニーは、ハイドパークの事件に関連して殺人罪で起訴され、生命を危険にさらす可能性のある事件を引き起こすことを意図したとわかった。彼は5月24日のオールドベイリーでの保釈聴聞会のためにベルマーシュ刑務所からビデオリンクで現れ、保釈を申請しなかったため拘留された  。2013年8月1日の公聴会で、ダウニーは条件付き保釈を認められた。裁判は2014年1月に予定されていた。
2014年1月24日、ダウニーは裁判の開始のためにオールドベイリーに現れた。彼は4件の殺人容疑と爆破未遂の容疑でに対して無罪を訴えた  。2014年2月25日、2007年に免責を受けないようにした北アイルランド警察からダウニーに送られた手紙に基づいて裁判長が判決を下した後、ダウニーの裁判が崩壊したことが明らかになった。容疑は誤りであり、警察はその誤りに気付いたが、取り下げられることはなく、裁判官は被告が冤罪を強要されており、彼を起訴することは行政権の濫用であると判断した。ダウニーは、免責を保証する秘密裏の手紙を受け取った187人のIRA容疑者の1人である  。2019年12月、高等裁判所は、被害者の家族が起こしたダウニーに対する民事訴訟で、彼は損害賠償請求の対象として、ハイドパークにおける事件の「積極的な参加者」であったと裁定した。